# Diga di Hirakud
La diga di Hirakud è un'ampia diga costruita sul fiume Mahanadi, a pochi chilometri dalla città indiana di Sambalpur. Finita di costruire nel 1957, è una delle maggiori dighe in terra del mondo.

## Costruzione
Prima delle devastanti inondazioni del 1937, Sir M. Visveswararya propose una approfondita analisi delle riserve idriche nel bacino del Mahanadi, così da affrontare il problema delle alluvioni nel delta del Mahanadi. Nel 1945, sotto la presidenza di B.R Ambedkar, l'allora membro della commissione Lavoro, si decise di investire nel controllare il Mahanadi per molteplici usi. I lavori furono coordinati dalla Commissione Central Waterways, Irrigation and Navigation.

## Dettagli tecnici
- Lunghezza totale = 25,8 km
- Lunghezza = 4,8 km
- Lago artificiale = 743 km²
- Superficie irrigata = 235 477 ettari

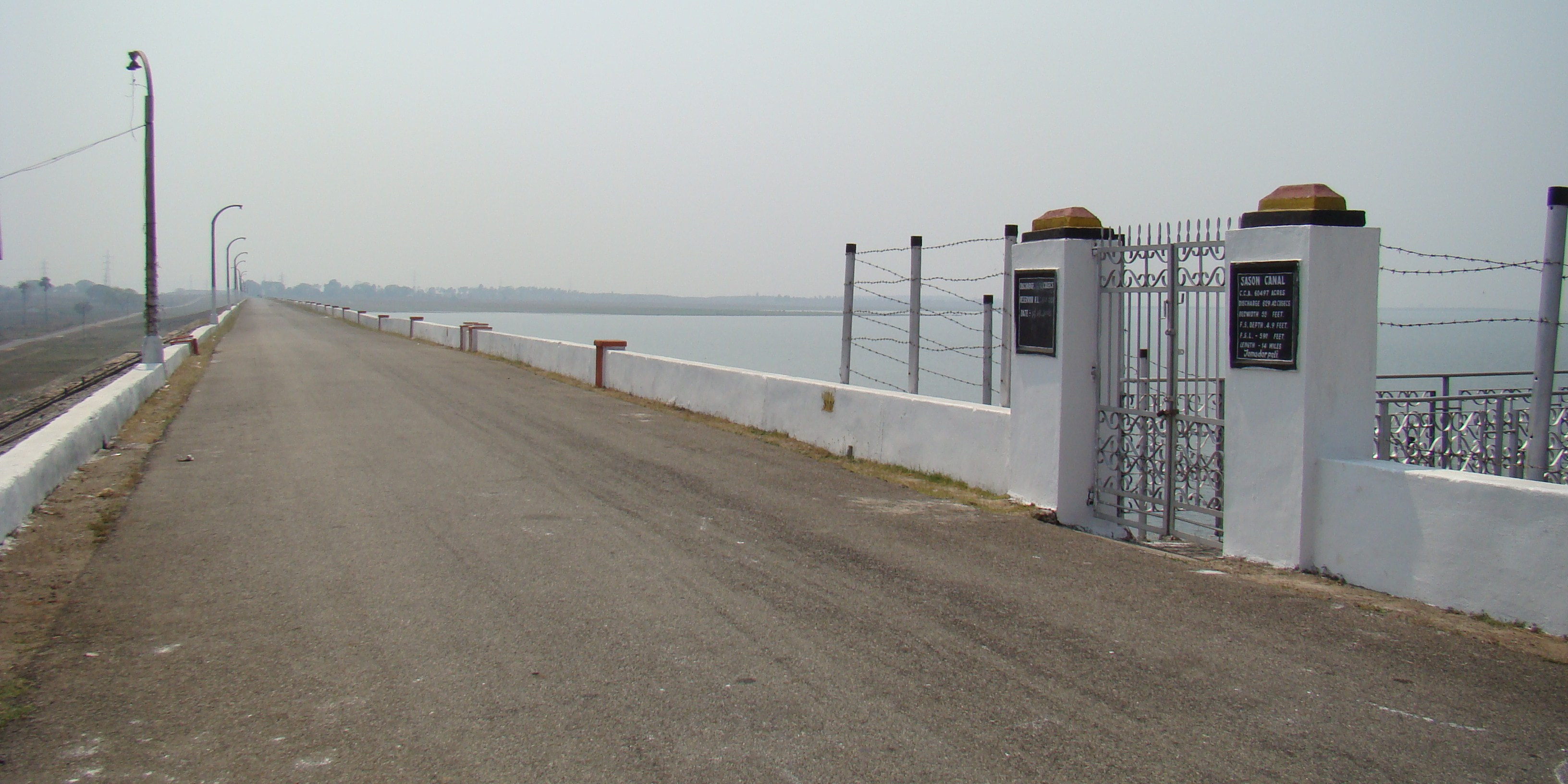
La diga

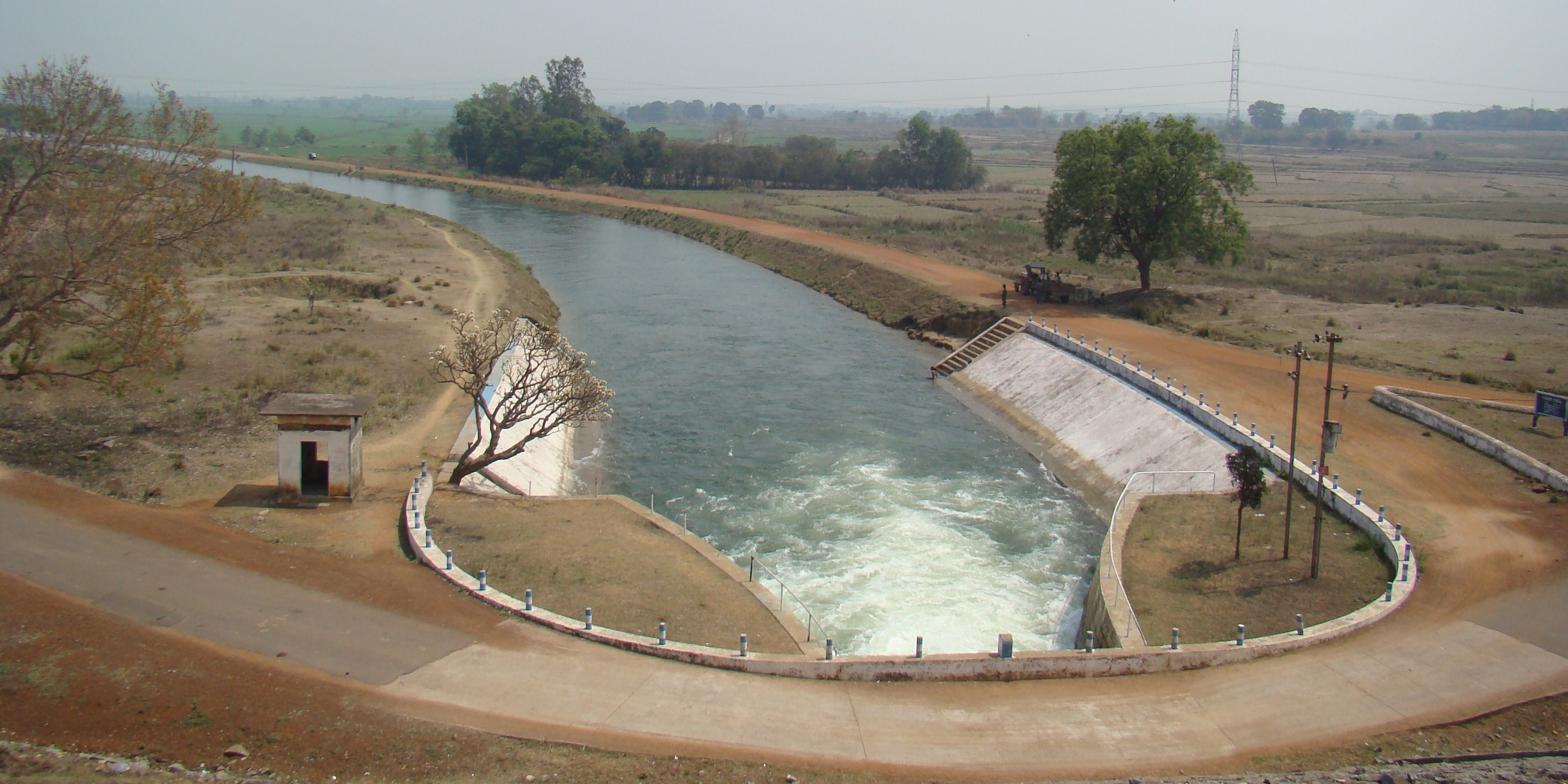
Canale di Sasan

- Area persa a causa della costruzione della diga = 596,36 km²
- Potenza generata = 307,5 MW
- Costi = 100,02 crore rupie (in 1957)
- Livello più alto della diga = 195,680 m
- F.R.L/ M.W.L = 192024 m
- Livello di stoccaggio = 179830 m
- Quantità totale di terra da lavoro a Dam = 18100000 m³
- Quantità totale di calcestruzzo = 1070000 m³
- Capienza del bacino = 83400 km²

## Struttura
La diga di Hirakud è una struttura composta da terra, calcestruzzo e muratura. Situata a 10 km a nord di Sambalpur, è la più lunga diga terrestre dell'Asia, misura 25,8 km compresi gli argini, e si distingue attraverso il fiume Mahanadi. La diga principale ha una lunghezza totale di 4,8 km che si estende fra due colli, il Lamdungri sulla sinistra e il Chandili Dunguri sulla destra. La diga è fiancheggiato da 21 km di argini di terra su entrambi i lati. Ciò costituisce anche il più grande lago artificiale in Asia, con un serbatoio idrico di 743 km², a pieno regime, con una costa di oltre 639 km. Ci sono due torri di osservazione sulla diga: una per ogni lato. Una si chiama "Gandhi Minar" e l'altra "Nehru Minar". Entrambe le torri presentano una vista sul lago.

### Le centrali elettriche
La diga supporta due differenti centrali idroelettriche. La centrale 1 si trova alla base (punta) della sezione della diga principale e contiene una turbina Kaplan da 3 × 37,5 MW e 2 x 24 generatori a turbina MW Francis per una capacità installata di 259,5 MW. La centrale due si trova a 19 km (12 miglia) a sud est della diga 21°21′10″N 83°55′00″E a Chipilima. Contiene 3 x 24 generatori MW. L'intera capacità installata delle centrali della diga è di 307,5 MW. la centrale 1 e la 2 sono state costruite in tre fasi. Durante la prima fase, quattro generatori sono stati installati a PH I e nella seconda fase sono stati costruiti il canale di alimentazione 2 e la centrale 2. Tutti e tre i generatori sono stati installati a PH II insieme ad altri due a PH I nel 1963. Tra il 1982 e il 1990, il settimo ed ultimo generatore è stato installato a PH I.

## Scopo

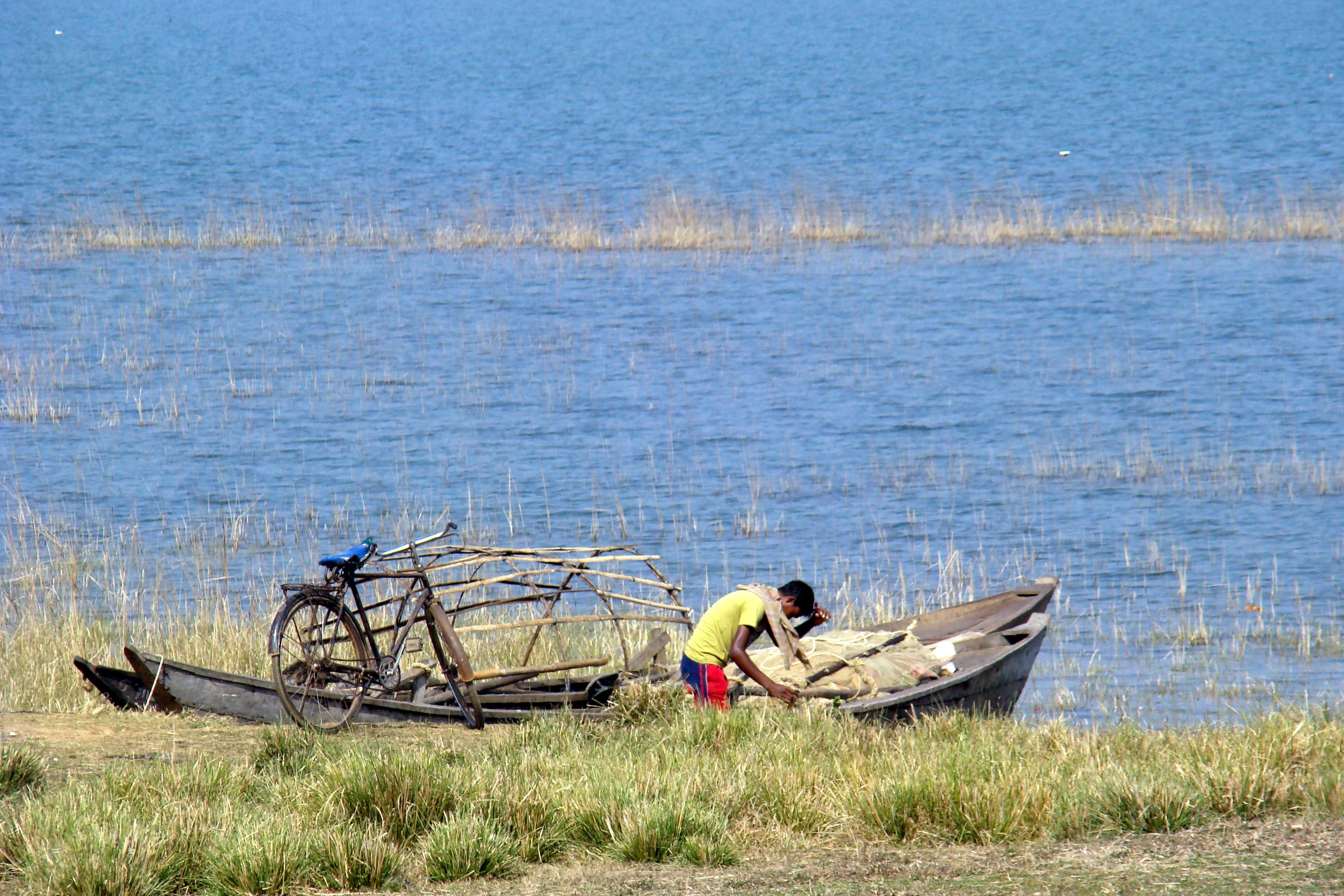
Pescatore alla Diga di Hirakud

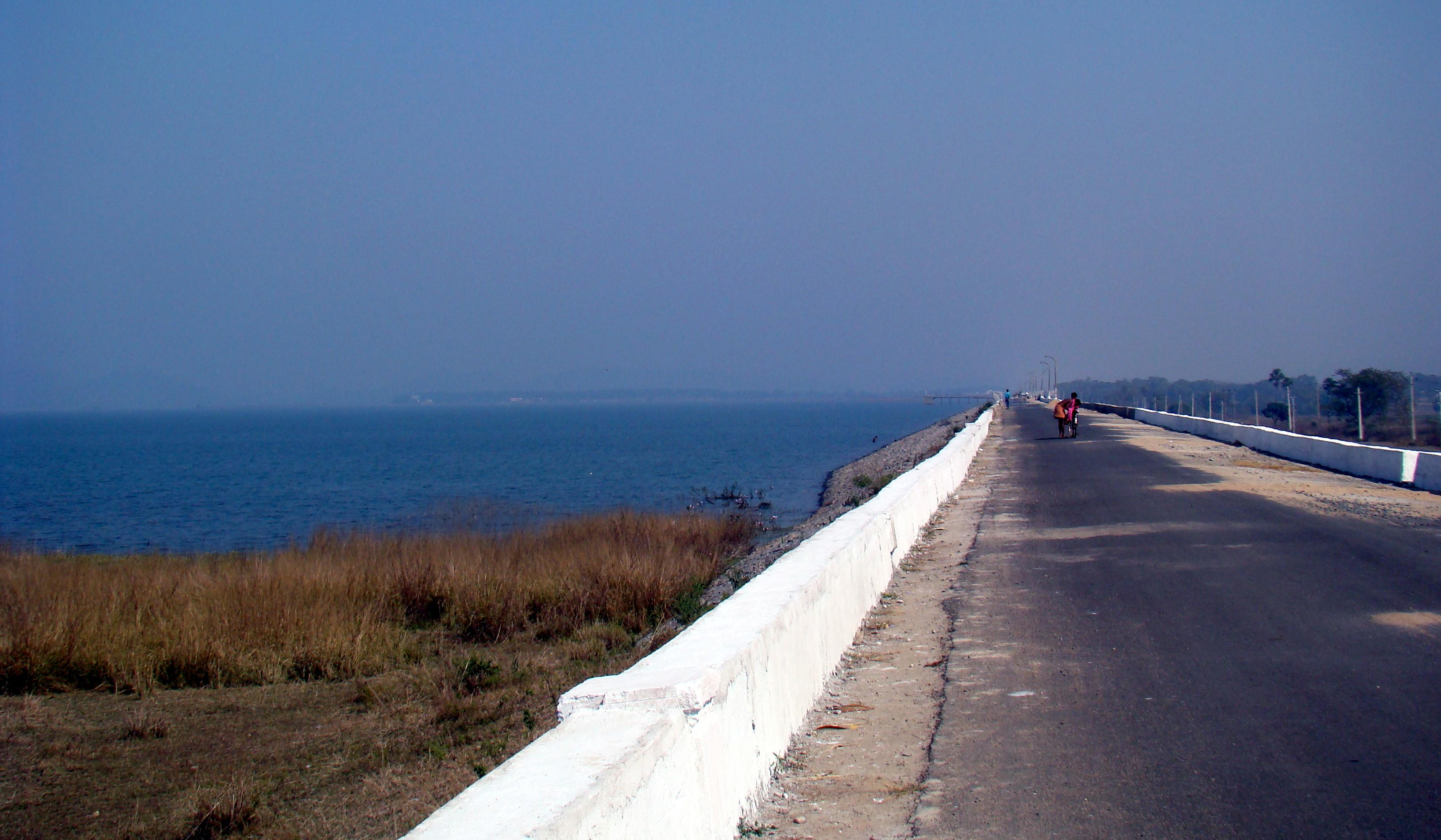
Argine sinistro della Diga di Hirakud

Nel bacino di drenaggio superiore del fiume Mahanadi, al centro della piana di Chhattisgarh, vi è un contrasto tra la siccità periodica con la situazione della regione del basso delta, dove le inondazioni possono danneggiare le coltivazioni. La diga è stata costruita in modo da contribuire ad alleviare questi problemi con la creazione di un serbatoio idrico e il controllo del flusso del fiume attraverso il sistema di drenaggio. La diga regola il flusso del fiume Mahanadi e produce energia pulita attraverso una serie di impianti idroelettrici.
La diga controlla le inondazioni nel delta del Mahanadi e irriga 75000 km² di terreno agricolo. La diga di Hirakud regola 83400 km² di drenaggio del fiume Mahanadi. Il serbatoio ha una capacità di 5818 km³ con lordo di 8136 km³.
Drena una superficie di 133090 km², più del doppio della zona dello Sri Lanka. La quantità di terra, calcestruzzo e muratura dei materiali utilizzati per la costruzione della diga è sufficiente per fare una strada di 8 metri di larghezza e spianare da Kanyakumari a Kashmir e da Amritsar a Dibrugarh in Assam. Con il successo dell'irrigazione fornita dalla diga, Sambalpur è chiamata la ciotola di riso di Orissa.
Il progetto prevede 1556 km² di irrigazione di kharif e 1084 km² di rabí nei distretti di Sambalpur, Bargarh, Balangir, e Subarnpur. L'acqua rilasciata dalla centrale di irriga altri 4360 km² di CCA nel delta di Mahanadi. La diga è in grado di generare fino a 307,5 MegaWatt di potenza elettrica attraverso le sue due centrali a Burla, sulla riva destra della diga e Chiplima, 22 km a valle della diga. Inoltre, il progetto prevede la protezione dalle inondazioni di 9500 km² di superficie nel quartiere di Cuttack e Puri.
Chiplima ha guadagnato notorietà come il secondo progetto idroelettrico della diga Hirakud. Una caduta naturale di 25 e 40 m nel fiume Mahanadi è utilizzata per generare elettricità. Il posto è in gran parte abitato da pescatori, la cui divinità ghanteswari è molto popolare nella zona vicina. Il bestiame, le fattorie e l'allevamento si trovano tutti qui.

## Le persone colpite dalla costruzione della diga
Lo scopo principale della diga di Hirakud era quello di controllare l'enorme diluvio che era stato effettuato a gran parte della costa dell'Orissa. Ma la costruzione della diga ha fortemente influenzato i nativi della parte occidentale di Orissa. Quasi 150 000 persone sono state colpite dal progetto Hirakud e circa 22 000 famiglie sono state sfollate.
Nella stima iniziale, una somma di 12 rupie crore è stata prevista per il risarcimento alle persone colpite. Dopo la revisione, l'importo è stato ridotto a 9,5 rupie crore e il compenso totale pagato per il popolo è stato, in realtà, solo 3,32 rupie crore. Un gran numero di famiglie sono state evacuate dalle loro case senza cuore e un risarcimento dal 1956 in poi.

## Isola di Cattle

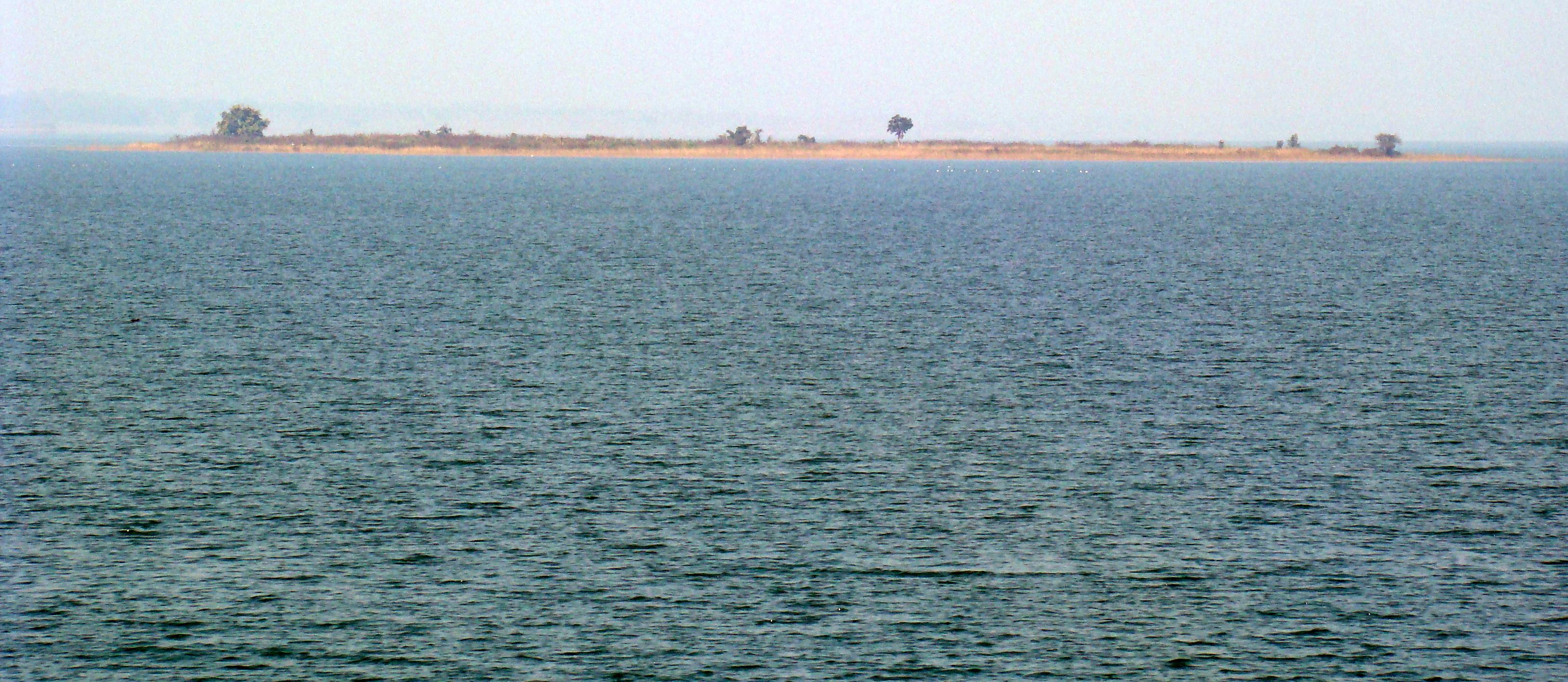
Una delle tante isole nella riserva di Hirakud

L'isola di Cattle si trova in uno dei punti estremi della riserva di Hiraduk, una meraviglia naturale. Completamente abitata da bovini, senza alcuna traccia di esseri umani. È vicino al villaggio di Kumarbandh Belpahar-Banharpali che dista circa 90 km da Sambalpur. È raggiungibile dalla diga Hirakud. L'isola è una collina sommersa, e prima della costruzione della diga, era un paese sviluppato. Durante il periodo di reinsediamento, gli abitanti lasciarono un po' del loro bestiame indietro, quando la costruzione della diga era finita, il bestiame si stabilì sulla collina. Con il passare del tempo i dintorni vennero riempiti con l'acqua del serbatoio, facendola diventare da collina a isola. Essendo lontano dagli uomini, il bestiame è ora selvaggio, molto veloce e non facilmente catturabile. Vivono su una collina con fitte foreste, sono più grandi dei bovini addomesticati e la quasi totalità è di colore bianco. I residenti nelle vicinanze tentano di catturare questi animali di volta in volta, ma con rari successi. Anche se discendono da animali domestici, questi animali forniscono un quadro contrastante di questa razza di animale.

## La fauna selvatica
La diga con il canale offre un ambiente ideale per la fauna selvatica. Il santuario di Debrigarh si trova qui. Diverse specie di uccelli migratori visitano il serbatoio durante l'inverno. Quasi 20-25 specie di uccelli sono visti nel serbatoio e tra loro ci sono il Moriglione, il fistione turco, lo Svasso maggiore e molti altri.